# Gizela Huml
Gizela Huml (Zagreb, 21. rujna 1898. – Zagreb, 16. kolovoza 1993.) je bila hrvatska filmska i kazališna glumica.

## Filmografija

### Filmske uloge
- "Ponedjeljak ili utorak" kao Markova baka (1966.)
- "Tonkina jedina ljubav" kao stanarka (1965.)
- "Sretan slučaj" (1965.)
- "Ujakov san" (1959.)
- "Lisinski" (1944.)
- "Dvorovi u samoći" (1925.)
- "Jeftina košta" (1917.)

## Vanjske poveznice
- Gizela Huml u internetskoj bazi filmova IMDb-u (engl.)